# Marta Martín Llaguno
Marta Martín Llaguno (14 de juliol de 1972) és una catedràtica d'universitat i política valenciana, diputada al Congrés dels Diputats en la XI i XII legislatures.

## Biografia
Es llicencià i doctorà en Ciències de la Informació per la Universitat de Navarra amb una tesi doctoral sobre el tractament de la SIDA a través de la premsa. El 1998 es va incorporar a la Universitat d'Alacant, on és professora titular de Deontologia Publicitària i Teoria General de la Informació de l'Àrea de Comunicació Audiovisual i Publicitat. També ha estat vicedegana d'Estudis i de Relacions Internacionals de la Facultat d'Econòmiques i Empresarials de la Universitat d'Alacant. Ha estat ha estat professora visitant de la Universitat Catòlica de Buenos Aires i la Universitat Austral (Argentina), del IESE Business School, de la Zicling School Of Economics, Baruch College (Nova York) i de la Universitat de Piura (Perú), i investigadora visitant de l'IESE Business School i de la City Universtity of New York (USA). Actualment és catedràtica de comunicació audiovisual i publicitat d'aquesta universitat.
Ha investigat en diversos projectes la construcció social de diferents problemes socials (violència de gènere, trastorns d'alimentació, malalties artificials, riscos alimentaris, conflicte familiar i laboral) en els mitjans, les agendes parlamentàries i l'opinió pública.
Antiga militant d'Unió, Progrés i Democràcia, formà part de les llistes d'aquest partit a les eleccions al Parlament Europeu de 2014. Fou elegida diputada per la província d'Alacant com a cap de llista de Ciutadans a les eleccions generals espanyoles de 2015 i 2016.